# آبان
.
آبان (در فارسی افغانستان: عقرب) هشتمین ماه سال در گاه‌شماری هجری خورشیدی است که ۳۰ روز دارد و از روز ۲۱۷م سال آغاز شده و در روز ۲۴۶م سال پایان می‌یابد و دومین ماه فصل پاییز است.
برج فلکی آبان‌ماه برج عقرب (کژدم) است که هشتمین برج فلکی از دائرةالبروج است. نماد ماه آبان، کژدم نامیده می‌شود.
در گاه‌شماری رسمی ایران نام این ماه از نام ماه هشتم گاه‌شماری اوستایی نو که در اوستایی اَپَم نام دارد، برگرفته شده‌است. در گاه‌شماری زرتشتی دهمین روز هرماه نیز آبان نام دارد و در آبان‌روز از آبان‌ماه، جشن آبانگان برگزار می‌شود. برخی ایزد این ماه را تیشتر و برخی این ماه را متعلق به ایزدبانو آناهیتا می‌دانند.

## معنا
آبان به معنی ایزد نگاهبان آب، فرشته موکل بر آب، آب‌بان می‌باشد.

## رویدادها
- ۷ آبان - فتح بابل به وسیله کوروش هخامنشی (۵۳۹ ق. م)
- ۹ آبان ۱۳۰۴ - انقراض حکومت قاجاریه
- ۹ آبان ۱۳۰۴ - عزل احمدشاه از سلطنت
- ۱۳ آبان ۱۳۵۸ - ورود دانشجویان خط امام به سفارت آمریکا
- ۱۴ آبان ۱۳۶۶ - گشایش نخستین نمایشگاه بین‌المللی کتاب تهران
- ۱۵ آبان ۱۳۱۴ - بنیانگذاری بیمه ایران
- ۱۵ آبان ۱۳۵۸ -انحلال دولت موقت
- ۱۷ آبان - کشف اشعهٔ ایکس توسط ویلهلم کُنراد رونتگِن
- ۲۱ آبان ۱۱۰۸ - نبرد مورچه خورت بین سپاهیان نادر شاه و سپاه متحد اشرف افغان و عثمانی
- ۲۶ آبان ۱۳۶۰- عملیات سوسنگرد و آزادسازی سوسنگرد
- ۳۰ آبان ۱۳۱۲- اکران فیلم دختر لر اولین فیلم ناطق ایرانی
- آبان خونین
- اغتشاشات ۱۴۰۱ ایران

## در اشعار
| آب آنگور بیارید که آبانماهست |  | کار یکرویه به کام دل شاهنشاهست |

منوچهری

## مناسبت‌ها
- روز آمار و برنامه‌ریزی
- روز ملی بزرگداشت ابوالفضل بیهقی[۳]
- روز ملی روز نثر فارسی[۴]
- روز نوجوان
- آبان روز، جشن آبانگان
- روز بزرگداشت کوروش
- روز جهانی نویسنده
- روز دانش‌آموز
- روز فرهنگ عمومی
- جشن میانه پاییز
- روز ملی کیفیت

- روز کتاب و کتابخوانی
- روز خودکفایی گندم
- روز جهانی مرد
- روز جهانی کودک
- روز حکمت و فلسفه
- روز بزرگداشت ابونصر فارابی

## زادروزها
۱
- ۱۰۶۷ - نادرشاه افشار، پایه‌گذار دودمان افشار
- ۱۳۳۰ - محمدرضا آل ابراهیم، نویسنده و پژوهشگر ایرانی، اهل استهبان
- ۱۳۳۷ - علی کردان، سیاست‌مدار
- ۱۳۴۸ - سیاوش مفیدی، بازیگر

۲
- ۱۳۰۷ - سید محمد بهشتی، سیاست‌مدار و روحانی (د. ۱۳۶۰)
- ۱۳۶۳ - سید علی طباطبایی، بازیگر سینما و تلویزیون (د. ۱۳۹۴)

۳
- ۱۳۲۹-محمود استاد محمد، کارگردان، بازیگر و نمایشنامه نویس تئاتر
- ۱۳۸۱ - مهدی قربانی، بازیگر سینما و تئاتر

۴
- ۱۲۹۸ - محمدرضا پهلوی، پادشاه دودمان پهلوی (د. ۱۳۵۹)
- ۱۲۹۸ - اشرف پهلوی، خواهر محمدرضا پهلوی
- ۱۳۲۳-سعید راد، بازیگر
- ۱۳۲۶ - ناصر فرهنگ‌فر، نوازندهٔ تنبک (د. ۱۳۷۶)
- ۱۳۴۴ - اسماعیل براری، تهیه‌کننده و کارگردان
- ۱۳۶۲ - محمد منصوری، بازیکن فوتبال

۵
- ۱۳۱۹ - شهناز پهلوی، نخستین فرزند محمدرضا شاه و فوزیه
- ۱۳۵۹ - کاوه خداشناس، بازیگر

۶
- ۱۳۳۵ - محمود احمدی‌نژاد
- ۱۳۱۹ - چنگیز جلیلوند، دوبلور
- ۱۲۹۶ - شمس پهلوی (د. ۱۳۷۴)
- ۱۳۶۱ - سینا سرلک، خواننده و نوازنده

۷
- ۱۳۴۰ - فاطمه معتمدآریا، بازیگر ایرانی.
- ۱۳۵۸ - مجتبی شیری، بازیکن فوتبال اهل ایران.
- ۱۳۶۳ - احسان خواجه امیری، خوانندهٔ ایرانی

۸
- ۱۳۵۱ - امیرحسین صدیق، بازیگر ایرانی
- ۱۳۷۶ - علی‌اصغر مجرد، بازیکن تیم ملی والیبال ایران

۹
- ۱۲۹۶-مهری مهرنیا، بازیگر
- ۱۳۳۹ - رضا پهلوی

۱۰
- ۱۳۰۳ - مرتضی احمدی، بازیگر، گوینده و خوانندهٔ ایرانی
- ۱۳۶۰ - آرمان آرین، نویسنده و پژوهشگر و مستندساز ایرانی
- ۱۳۶۱ - محرم نویدکیا، بازیکن فوتبال اهل ایران
- ۱۳۶۷ - سحر محمدی، خواننده آواز سنتی ایرانی

۱۱
- ۱۳۱۹ - شهبال شب‌پره، خواننده

۱۲
- ۱۳۴۴ -فلورا سام، بازیگر، نویسنده و کارگردان سینما
- ۱۳۵۷- یکتا ناصر، بازیگر

۱۳
- ۱۳۵۵- هادی کاظمی، بازیگر

۱۴
- ۱۳۵۹- شیلا خداداد، بازیگر
- ۱۳۶۱ - امیرحسین آرمان، بازیگر

۱۵
- ۱۲۹۸-علی تجویدی، موسیقی دان
- ۱۳۶۱- احسان علیخانی، مجری و تهیه‌کننده

۱۶
- ۱۳۱۰-عبدالعلی دستغیب، نویسنده و مترجم
- ۱۳۵۱-ویشکا آسایش، بازیگر ایرانی

۱۷
- ۱۳۲۱-سعید امیرسلیمانی، بازیگر
- ۱۳۵۱-شهرام شکیبا، شاعر، مجری و بازیگر
- ۱۳۵۷- علی کریمی، فوتبالیست

۱۸
- ۱۳۰۰-آلنوش طریان، فیزیکدان

۱۹
- ۱۳۱۱ - نیکو خردمند، گوینده و بازیگر
- ۱۳۵۰-نیکی کریمی، بازیگر
- ۱۳۵۶-شبنم قلی خانی، بازیگر
- ۱۳۶۹-امیر کاظمی، بازیگر

۲۰
- ۱۳۲۸ - غلامحسین لطفی، بازیگر، نویسنده و کارگردان
- ۱۳۴۶-دنیا فنی زاده، عروسک گردان کلاه قرمزی
- ۱۳۷۴-علی علیپور، بازیکن فوتبال

۲۱
- ۱۲۷۶- نیما یوشیج، شاعر

۲۲
- ۱۳۳۲- گلاب آدینه، بازیگر

۲۳
- ۱۳۴۷- آتنه فقیه نصیری، بازیگر ایرانی
- ۱۳۵۳- نعیمه نظام دوست، بازیگر
- ۱۳۶۰- مهدی یراحی، خواننده و آهنگساز ایرانی
- ۱۳۶۳- حسین مهری، بازیگر

۲۴
- ۱۳۵۰- شیوا خسرومهر، بازیگر
- ۱۳۶۵- امیرعباس گلاب، خواننده، آهنگساز، نوازنده

۲۵
- ۱۳۲۵- مهستی، خواننده
- ۱۳۳۶- بیژن مرتضوی، آهنگساز

۲۶
- ۱۳۲۱ - همایون کاتوزیان، تاریخدان ،نویسنده و ایرانشناش
- ۱۳۲۹- محمد شمس لنگرودی، شاعر، پژوهشگر و بازیگر
- ۱۳۳۱- یدالله صمدی، کارگردان، فیلمنامه‌نویس و تهیه‌کننده
- ۱۳۵۲- حامد بهداد، بازیگر
- ۱۳۷۷ - میثم صالحی، بازیکن والیبال

۲۷
- ۱۳۱۵- طاهره صفارزاده، شاعر و مترجم قرآن
- ۱۳۲۰- فرامرز قریبیان، بازیگر
- ۱۳۴۵- جواد خیابانی، گزارشگر فوتبال

۲۸
- ۱۱۸۳ - محمد اشرفی، مرجع تقلید و فقیه شیعه (د. ۱۲۷۶)
- ۱۳۲۸- ستار، خواننده پاپ
- ۱۳۴۱- اردشیر کامکار، نوازنده
- ۱۳۵۰- ادموند اختر، بازیکن فوتبال
- ۱۳۶۸ - مهدی رجبیان، آهنگساز و نوازنده سه‌تار

۲۹
- ۱۳۱۷ - اردشیر کاظمی، بازیگر
- ۱۳۱۹ - محمدعلی سپانلو، شاعر و منتقد ادبی
- ۱۳۵۶ - مریم حیدرزاده، شاعر، نویسنده و ترانه‌سرا
- ۱۳۶۲ - محمد مهدی دل خواسته، فیلمساز و عکاس

۳۰
- ۱۳۰۶ - بیژن جلالی، شاعر
- ۱۳۵۸ - صبا راد، گوینده و مجری
- ۱۳۷۰ - نوشاد عالمیان، بازیکن تنیس روی میز

## درگذشت‌ها
۱
- ۱۲۱۳ – فتحعلی شاه قاجار
- ۱۲۹۹ – فرصت‌الدوله شیرازی، ادیب، شاعر و موسیقیدان
- ۱۳۲۹ – محمدحسین لقمان‌ادهم، پزشک
- ۱۳۵۶ – سید مصطفی خمینی، پسر سید روح‌الله خمینی
- ۱۳۸۸ - رزا منتظمی، استاد آشپزی (ز. ۱۳۰۱)

۲
۳
۴
۵
۶
۷
۸
۹
۱۰
- ۱۳۵۸ ‐ سید محمدعلی قاضی طباطبایی، روحانی
- ۱۳۷۰ - هوشنگ بهشتی، بازیگر

۱۱
۱۲
۱۳
۱۴
- ۱۳۸۰ - غلامرضا ازهاری، نظامی و نخست‌وزیر ایران

۱۵
۱۶
۱۷
۱۸
۱۹
۲۰
۲۱
۲۲
۲۳
- ۱۳۹۳ - مرتضی پاشایی، نوازنده، آهنگساز، تنظیم کننده و خواننده (ز. ۱۳۶۳)

۲۴
- ۱۳۹۹ - جواد اژه‌ای، رئیس هیئت امنای سازمان ملی پرورش استعدادهای درخشان

۲۵
۲۶
- ۱۳۴۷ - ابراهیم پورداوود، ایران‌شناس و اوستاشناس
- ۱۳۸۸ - نیکو خردمند، گوینده و بازیگر (ز. ۱۳۱۱)

۲۷ - مهدی زین الدین ، نظامی ایرانی ( ز . ۱۳۳۸)
۲۸
۲۹
۳۰